# Doronicum
Doronicum es un género de plantas con flores perteneciente a la familia Asteraceae. Comprende 187 especies descritas y de estas, solo 39 aceptadas.
Son nativos de Europa creciendo silvestres en los Alpes y los Pirineos. Son plantas herbáceas que alcanzan un metro de altura.

## Taxonomía
El género fue descrito por Carlos Linneo y publicado en Species Plantarum 2: 885–886. 1753. La especie tipo es Doronicum pardalianches L.  

## Especies
A continuación se brinda un listado de las especies del género Doronicum aceptadas hasta julio de 2012, ordenadas alfabéticamente. Para cada una se indica el nombre binomial seguido del autor, abreviado según las convenciones y usos.
- Doronicum altaicum Pall.
- Doronicum austriacum Jacq.
- Doronicum barcense (Simonk.) Cavill.
- Doronicum bauhini Saut. ex Rchb.
- Doronicum bithynia Edmondson
- Doronicum briquetii Cavill.
- Doronicum cacaliifolium Boiss. & Heldr.
- Doronicum calotum (Diels) Q. Yuan
- Doronicum carpaticum (Griseb. & Schenk) Nyman
- Doronicum carpetanum Boiss. & Reut. ex Willk. & Lange
- Doronicum cataractarum Widder
- Doronicum caucasicum M.Bieb.
- Doronicum clusii (All.) Tausch
- Doronicum columnae Ten.
- Doronicum conaense Y.L.Chen
- Doronicum corsicum (Loisel.) Poir.
- Doronicum × excelsum (N.E.Br.) Stace
- Doronicum falconeri C.B.Clarke ex Hook.f.
- Doronicum gansuense Y.L.Chen
- Doronicum glaciale (Wulfen) Nyman
- Doronicum grandiflorum Lam.
- Doronicum × halacsyi Eichenfeld
- Doronicum haussknechtii Cavill.
- Doronicum hungaricum C.Rchb.
- Doronicum kamaonense (DC.) Alv.Fern.
- Doronicum latisquamatum C.E.C.Fisch.
- Doronicum macrophyllum Fisch.
- Doronicum maximum Boiss. & A.Huet
- Doronicum oblongifolium DC.
- Doronicum orientale Hoffm. non Rchb.
- Doronicum pardalianches L.
- Doronicum plantagineum L.
- Doronicum reticulatum Boiss.
- Doronicum schischkinii Serg.
- Doronicum stenoglossum Maxim.
- Doronicum thibetanum Cavill.
- Doronicum tianshanicum C.H.An
- Doronicum turkestanicum Cavill.
- Doronicum wendelboi J.R.Edm.